# Pour être aimé
Pour plus de détails, voir Fiche technique et Distribution.
Pour être aimé est un film français de Jacques Tourneur, sorti en 1933.

## Synopsis
Pour être aimé pour lui-même et non pour son argent, un jeune millionnaire se fait engager comme barman. Il finira par épouser une jolie duchesse.

## Fiche technique
- Titre français : Pour être aimé
- Réalisation : Jacques Tourneur
- Scénario : Jacques Célérier
- Dialogues : Henry d'Erlanger
- Décors : Pierre Schild
- Photographie : Georges Raulet
- Son : William Robert Sivel
- Musique : Georges Célérier
- Montage : Claude Ibéria
- Production : Jacques Natanson
- Société de production : Via Films
- Société de distribution : Pathé Consortium Cinéma
- Pays d’origine : France
- Langue originale : français
- Format : Noir et blanc — 35 mm — 1,37:1 —  Son mono
- Genre : Comédie dramatique
- Durée : 79 minutes
- Date de sortie : 
  - France : 27 octobre 1933

## Distribution
- Pierre Richard-Willm : Gérard d'Ormoise
- Suzy Vernon : Édith
- Marguerite Moreno : Marie-Josèphe des Espinettes
- Colette Darfeuil : Maud
- Paulette Dubost : Maryse
- Fred Pasquali : Émilien
- Jean Hubert : Victor
- Marthe Sarbel : Mme Costebrave
- William Aguet : Anthénor de la Chaulme-Percée
- Heritza : Chanteuse
- Pierre Juvenet : Costebrave
- Georges Tréville : Weston
- Jean Fay